# МиГ 1.44
„МиГ 1.44“ е опитно-експериментален руски прототип на изтребител 5-о поколение. Двигателят е с управляем вектор на тягата. Самолетът е проектиран по „Стелт“ технология, като отговор на американския самолет 5-о поколение F-22.

## История
Предварителните работи по създаването на тежък изтребител 5-о поколение за руските ВВС и ПВО започва в края на 1979 г., в рамките на програмата И-90 („изтребител на 90-те години“).
През 1981 г. Централният аерохидродинамичен институт (ЦАГИ) разработва препоръките към самолета, изпълнен по аеродинамичната схема „патица“, с триъгълни крила и голям брой от движещи се допълнителни аеродинамични детайли, обезпечаващи добри аеродинамични качества както при дозвукови скорости, така и при свръхзвуков режим и пределни натоварвания.
Разработката на новия изтребител започва в ОКБ Микоян. През 1983 г. е утвърдена програма за нов многоцелеви изтребител за нуждите на тактико-техническите изисквания на руските ПВО и ВВС. През 1987 г. се е състояла защитата на проекта, а през 1991 г. – скицирания проект и макет на самолета, наречен „МФИ“ – мултифункционален фронтови изтребител.

## Технически данни
Основните характеристики на самолета:
- свръхманевреност
- развиване на свръхзвукова скорост без форсажен режим
- малка радиолокационна и термозабележимост
- подобрени характеристики при излитане и кацане
- значително съкращаване на разходите за един летателен час, персонала и техниката по обслужване на самолета

Пълномащабният прототип на самолета извършва полет през 2000 г. Към този момент проектът е закрит.
|  | Уикипедия разполага с Портал:Авиация |